# Status-quo-ante-Synagoge (Trnava)

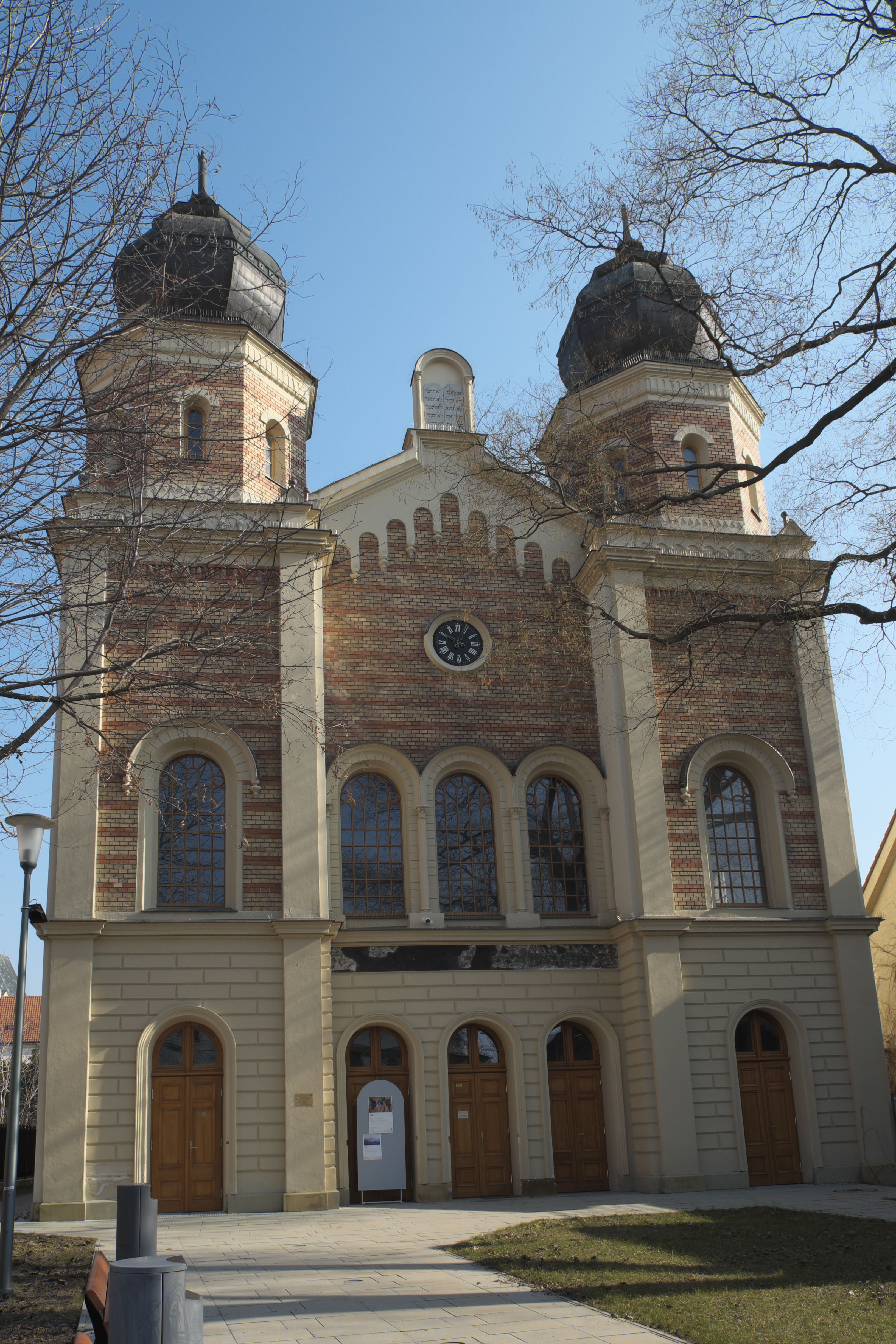
Synagoge in Trnava

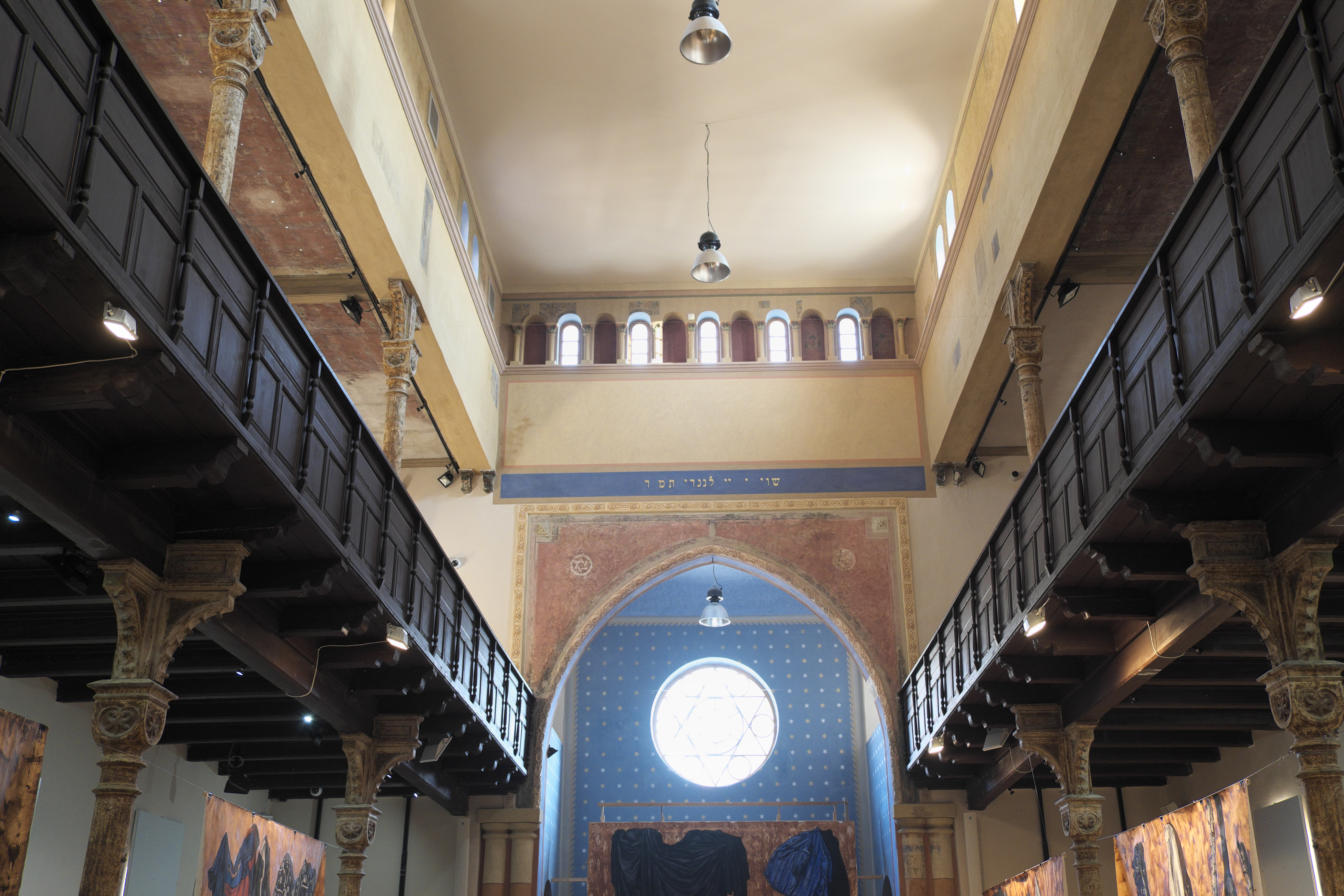
Innenansicht

Die Status-quo-ante-Synagoge in Trnava, einer slowakischen Stadt im Bezirk Trnava, wurde 1897 gebaut. Als sich Mitte des 19. Jahrhunderts im damaligen Ungarn die jüdischen Gemeinden in eine orthodoxe und die neologe Glaubensrichtungen spalteten, gab es Gemeinden, die sich weder der einen noch der anderen Richtung anschließen wollten. Diese sind unter dem Begriff Status quo ante bekannt.

## Geschichte
Das Bauwerk an der Halenárska-Straße 2 wurde nach Plänen des Wiener Architekten Jakob Gartner (1861–1921) errichtet. Nach dem Zweiten Weltkrieg und der Ermordung der meisten Juden verfiel es im Laufe der Jahre immer mehr. 1990 wurde es renoviert, wobei sichtbare Spuren des Verfalls absichtlich beibehalten wurden. Einige Jahre später fand eine umfassende Renovierung statt, wobei von diesem Ansatz abgewichen wurde. Heute beherbergt das Gebäude ein Zentrum der zeitgenössischen Kunst und auf der Frauenempore eine JUDAICA-Ausstellung.

## Architektur
Die profanierte Synagoge im Stil des Historismus hat die Grundform einer dreischiffigen Basilika mit erhöhtem Mittelschiff und Obergaden. Die westliche Eingangsfront spiegelt den Innenaufbau wider, indem an den beiden Seiten Türme stehen. In deren Inneren befinden sich Treppen zur Frauenempore. Sie haben einen achteckigen Aufsatz, auf denen wiederum Zwiebeltürme angebracht sind. Am Giebel befinden sich Steinplatten mit den Zehn Geboten.
Die Bima stand, wie im Reformjudentum üblich, nicht in der Mitte der Haupthalle, sondern nahe dem Toraschrein an der Ostwand. Bima und Toraschrein sind nicht mehr vorhanden.
Die Frauenempore an der Süd-, West- und Ostseite wurde von gusseisernen Säulen gestützt, die ebenfalls noch die Decke der Mittelschiffes abstützten. Ebenfalls im Stil des Reformjudentums wurde die Empore nicht durch Sichtblenden und Gitter abgeschirmt.